# Fase di fissazione del carbonio
Si definisce fase di fissazione del carbonio la seconda parte della fotosintesi clorofilliana, meglio detta 'fotoassimilazione della CO2'.
Nella fase di fissazione del carbonio, l'ATP e il NADPH + H+ che si erano formati durante la fase luminosa, vengono impiegati per formare la gliceraldeide-3-fosfato (G3P), così come è possibile vedere dalla seguente reazione:
CO2 + ATP + 2NADPH + 2H+ → (CH2O) + H2O + ADP + P + 2NADP+
Tale reazione globale avviene nello stroma del cloroplasto e si compie attraverso una serie di processi consecutivi che si concludono con la fissazione della CO2 atmosferica che diffonde nelle cellule fotosintetizzanti; la riduzione del carbonio della CO2 (numero di ossidazione +4), a carbonio dello zucchero, con numero di ossidazione zero (il carbonio, nella reazione globale della fotosintesi, usa i 4 elettroni liberati dall'ossidazione dell'ossigeno dell'acqua, per ridursi), e la rigenerazione dell'accettore della CO2 ribulosio 1,5 bis-fosfato (RUBP).
Tale serie di processi è indicata come Ciclo di Calvin.